# Ahad Rafida
Ahad Rafida (arab. أحد رفيدة) – miasto w południowo-zachodniej Arabii Saudyjskiej, w prowincji Asir. Według spisu ludności na rok 2010 liczyło 57 112 mieszkańców.